# Polyptychoides obtusus
Polyptychoides obtusus là một loài bướm đêm thuộc họ Sphingidae. Nó được tìm thấy ở Tanzania.